# Distrikt Velille
Der Distrikt Velille liegt in der Provinz Chumbivilcas in der Region Cusco in Südzentral-Peru. Der Distrikt wurde am 16. Juli 1825 gegründet. Er besitzt eine Fläche von 670 km². Beim Zensus 2017 wurden 8332 Einwohner gezählt. Im Jahr 1993 lag die Einwohnerzahl bei 7515, im Jahr 2007 bei 7914. Die Distriktverwaltung befindet sich in der 3730 m hoch gelegenen Kleinstadt Velille mit 3038 Einwohnern (Stand 2017). Velille liegt 22 km ostsüdöstlich der Provinzhauptstadt Santo Tomás.

## Geographische Lage
Der Distrikt Velille liegt im Andenhochland im Süden der Provinz Chumbivilcas. Der Fluss Río Velille durchquert den Distrikt in nördlicher Richtung.
Der Distrikt Velille grenzt im Westen an den Distrikt Santo Tomás, im Norden an den Distrikt Chamaca, im Osten an den Distrikt Livitaca sowie im Süden an den Distrikt Coporaque (Provinz Espinar).